# Qaarsoq (Upernavik)
Qaarsoq [kiˈŋitːɔq] (nach alter Rechtschreibung K'aersoĸ; auch Kingittoq (Kingigtoĸ)) ist eine wüst gefallene grönländische Siedlung im Distrikt Upernavik in der Avannaata Kommunia.

## Lage
Kingittoq liegt auf dem mittleren von drei Kaps an der Südküste der Insel Qaarsorsuatsiaq an der Mündung des Akornat (Sortehul). 14 km nordnordwestlich liegt Upernavik.

## Geschichte
Kingittoq war schon zu Beginn der Kolonialzeit bewohnt. 1798 war der Wohnplatz wohl unbewohnt. In Kingittoq wurde 1802 ein Garnfangversuch aufgenommen, womit der Ort der erste Udsted des Distrikts nach Kangersuatsiaq wurde. Während des Kriegs von 1807 bis 1814 musste der Udsted aufgegeben werden. 1850 war Kingittoq wieder ein Udsted, in dem zu diesem Zeitpunkt 36 Menschen lebten. 1888 wurde der Ort zum Wohnplatz degradiert. In dieser Zeit erhielt er den Beinamen Qaarsoq, den aber auch ein Sommerplatz in direkter Umgebung trug.
1911 wurde Kingittoq ein Teil der Gemeinde Upernavik. Nachdem er im 19. Jahrhundert bis zu 80 Einwohner hatte, lebten 1918 nur noch 46 Menschen am Wohnplatz, die in sieben Wohnhäusern lebten. Auf jüngeren Karten ist nur noch der Sommerplatz markiert. 1930 wurden 30 Menschen in Qaarsoq gezählt, wobei unbekannt ist, ob damit der Wohnplatz oder der Sommerplatz gemeint war. In den 1930er Jahren wurde der Ort aufgegeben.